# گاکولناگار
گاکولناگار (به انگلیسی: Gakulnagar) یک منطقهٔ مسکونی در هند است که در بخش غرب تریپورا واقع شده‌است. گاکولناگار ۹٬۰۳۷ نفر جمعیت دارد.